# Tim Duncan
Timothy "Tim" Theodore Duncan (Christiansted, 25 de abril de 1976) é um ex-basquetebolista e treinador norte-americano que jogava como ala-pivô na National Basketball Association (NBA) pelo San Antonio Spurs.
Duncan é considerado o maior ala-pivô da história da NBA. Ele ganhou cinco vezes o título da NBA, duas vezes o prêmio de MVP, três vezes o prêmio de MVP das Finais, uma vez o prêmio de MVP do Jogo das Estrelas e uma medalha de bronze olímpica com a Seleção Americana de Basquete. Foi escolhido 15 vezes para o Jogo das Estrelas, 15 vezes para o Melhor Time da NBA e 15 vezes para o Melhor Time de Defesa da NBA. Foi induzido ao Basketball Hall of Fame em 2020 e, em 2021, foi escolhido um dos 75 maiores jogadores da história da NBA.
Jogou basquete universitário pela Universidade Wake Forest e em 1997 recebeu o tradicional prêmio Naismith de melhor jogador universitário dos Estados Unidos. Ingressou na NBA naquele ano, ao ser escolhido pelo San Antonio Spurs com a primeira escolha no draft. Recebeu o prêmio de Calouro do Ano ao terminar sua primeira temporada com médias de 21.1 pontos, 11.9 rebotes e 2.5 bloqueios por jogo. Em 1999, conduziu o Spurs ao primeiro título da NBA da história da franquia e foi eleito o MVP das Finais. Formou, com o pivô David Robinson, uma dupla dominante que ganhou o apelido de Torres Gêmeas; os dois foram eleitos os Desportistas do Ano de 2003 pela revista norte-americana Sports Illustrated.
Reconhecido como um defensor de elite, Duncan foi escolhido 15 vezes para o Melhor Time de Defesa da NBA, três mais do que qualquer outro jogador na história da liga. Além de seu desempenho defensivo, foi aclamado pela sua execução "quase infalível" dos fundamentos do basquete, que lhe renderam o apelido de The Big Fundamental.
É o segundo jogador com mais vitórias na história da NBA (1.158), o único a vencer mais de 1.000 partidas com um único time e um dos dois únicos jogadores a ser campeão da NBA em três décadas diferentes. Formou, com Tony Parker e Manu Ginóbili, o trio de jogadores com mais vitórias na história da NBA (701); sob o comando do técnico Gregg Popovich, Duncan venceu 1.001 partidas, o que faz deles a dupla jogador—técnico com mais vitórias na história da NBA. Duncan se aposentou em 2016 como o jogador com mais jogos (1.392), pontos (26.496), rebotes (15.091) e bloqueios (3.020) na história do San Antonio Spurs.

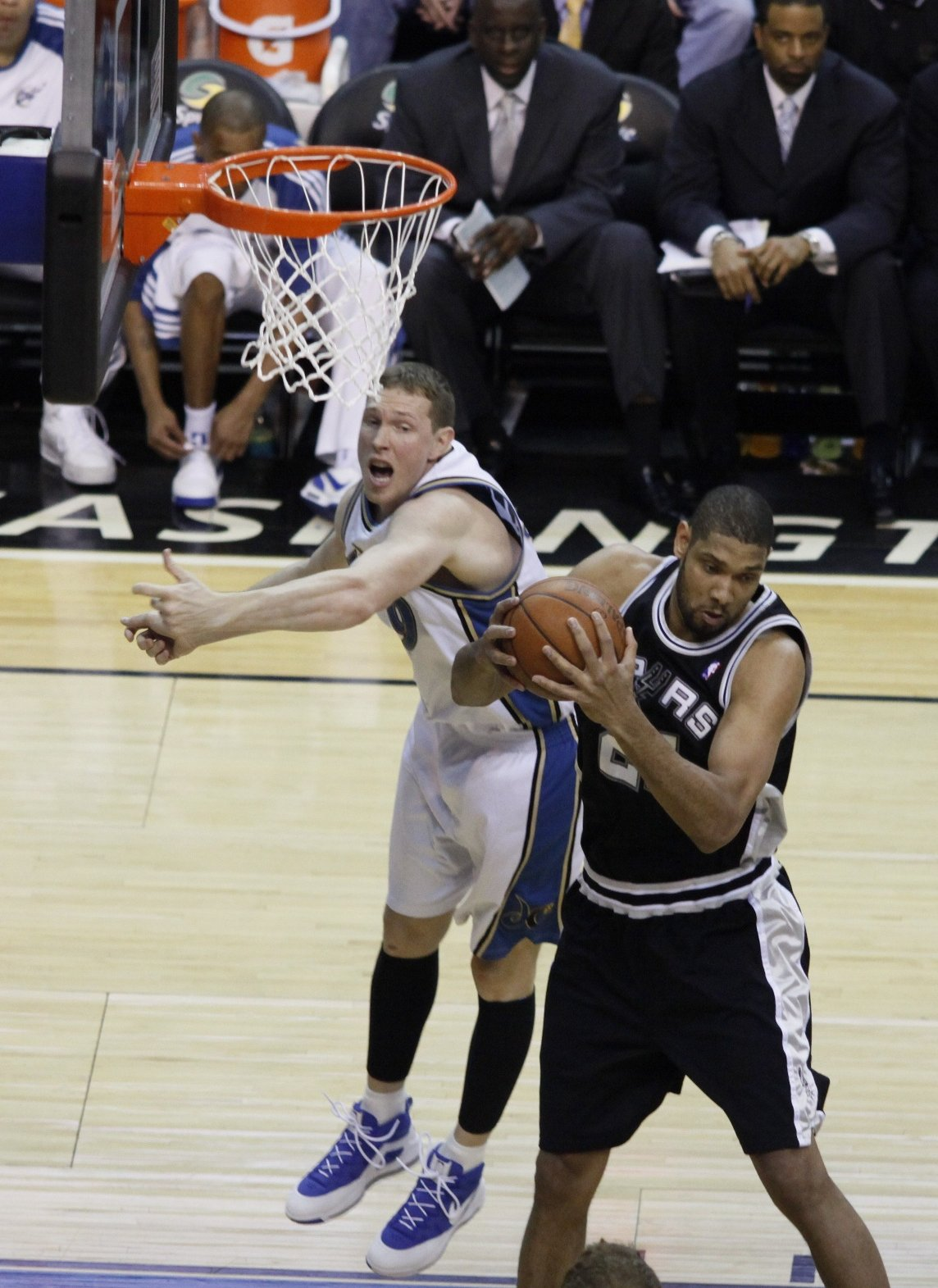
Duncan em 2009.

## Carreira

### Início de carreira no basquete universitário
Duncan nasceu e cresceu nas Ilhas Virgens Americanas, sendo o caçula de duas irmãs mais velhas. Como a irmã do meio Tricia foi para os Jogos Olímpicos de Verão de 1988 praticando natação, Tim também se interessava por esse esporte. Porém após a destruição da única piscina olímpica das ilhas pelo Furacão Hugo em 1989, Tim foi forçado a nadar no mar e desanimou-se por ter medo dos tubarões. Inspirado por seu cunhado, decidiu jogar basquete.
Tim Duncan estudou na Universidade de Wake Forest, na Carolina do Norte. Como sua mãe pediu no leito de morte que Duncan e as irmãs se formassem no ensino superior, Duncan ficou todos os quatro anos na faculdade, se formando em psicologia enquanto jogava no time de basquete. Foi escolhido por 3 vezes como o Melhor Jogador da Conferência ACC, e eleito o Melhor Jogador Universitário na temporada 1997.

### San Antonio Spurs
Foi a primeira escolha do Draft da NBA em 1997, pelo San Antonio Spurs, e teve um impacto imediato no sucesso da equipe, com média de 21,10 pontos por partida em sua primeira temporada, fazendo a equipe voltar à pós-temporada, e sendo escolhido Novato do Ano.
Em sua segunda temporada, Duncan e seu companheiro David Robinson formaram as "Torres Gêmeas" e levaram os Spurs ao primeiro título da equipe na NBA, vencendo o New York Knicks nas finais.
Foi eleito o MVP (Melhor Jogador) da NBA na  temporada 2001-02, repetindo a dose no ano seguinte, quando os Spurs conquistaram pela segunda vez o título da NBA, superando na final a equipe do New Jersey Nets.
Em 2005, Duncan não tinha mais a companhia de Robinson, mas juntamente com seus novos colegas Manu Ginóbili e Tony Parker, formou um conjunto forte e levou o Spurs ao tricampeonato da NBA, desta vez contra o campeão do ano anterior Detroit Pistons.
Duncan sempre melhorou seu desempenho nos playoffs, e nas três conquistas do Spurs foi escolhido como o MVP das Finais da NBA, conquista alcançada somente por estrelas como Michael Jordan, Shaquille O'Neal, Magic Johnson e LeBron James.
Em Novembro de 2010, na metade do terceiro quarto de um jogo entre Spurs e Jazz, Duncan após dois lances-livre passou David Robinson como maior pontuador da franquia na NBA, pois George Gervin é o maior juntando os tempos da ABA e NBA com 23602 pontos.
Em julho de 2016, Duncan anunciou que estava se aposentando da NBA, após dezenove temporadas com os Spurs. Ele era um dos três jogadores a ter mais de mil vitórias em temporada regular na carreira, e também era o segundo jogador mais bem sucedido na história dos playoffs da liga, com 157 vitórias.

## Seleção
Duncan fez sua primeira participação na seleção americana em 1999. Ajudou a classificar o time para as Olimpíadas de 2000, porém após machucar o joelho não pode ir aos Jogos. Em 2003, se classificou novamente para as Olimpíadas, e esteve na seleção que foi aos Jogos de Atenas. O time norte-americano perdeu três jogos e ficou com o bronze, o pior resultado desde que começaram a enviar jogadores da NBA. Após o torneio, Duncan comentou: "Tenho 95% de certeza que acabou minha carreira com a FIBA".

## Estatísticas na NBA

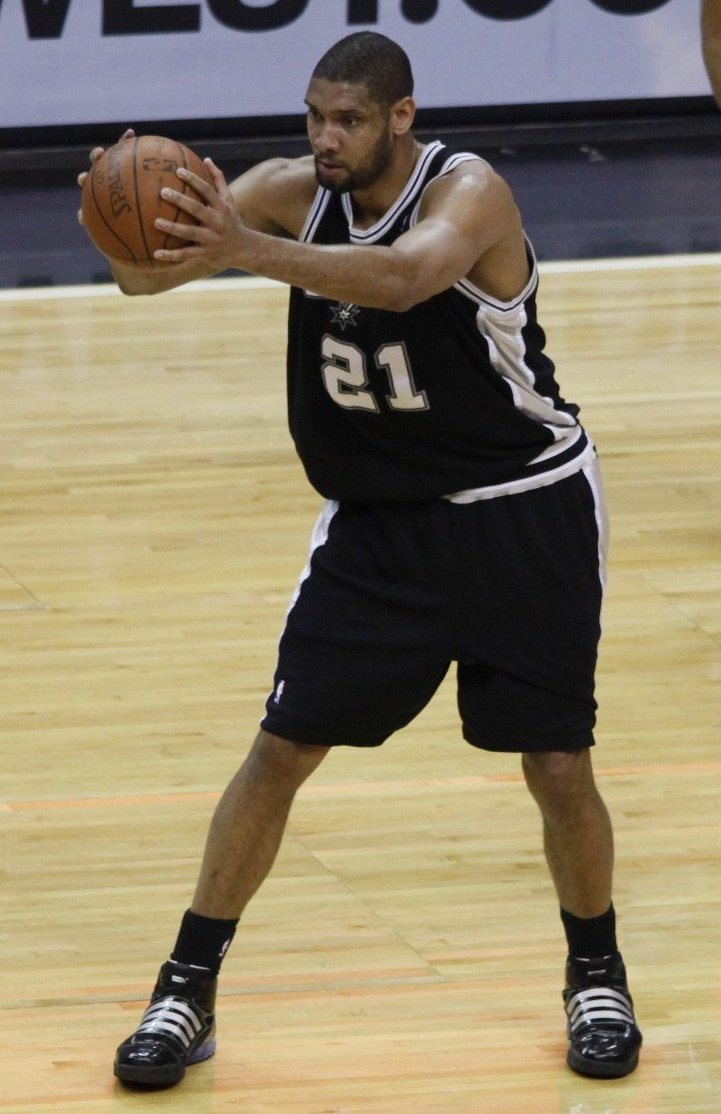
Duncan em 2009.

| † | Campeão da NBA           |
|   | Líder da Liga            |
|   | MVP da Temporada Regular |

### Temporada Regular
| Ano      | Equipe   | PJ    | PT    | MPJ  | AP   | 3P   | LL   | RT   | AS  | BR  | TO  | PPJ  |
| -------- | -------- | ----- | ----- | ---- | ---- | ---- | ---- | ---- | --- | --- | --- | ---- |
| 1997-98  | Spurs    | 82    | 82    | 39,1 | ,549 | ,000 | ,662 | 11,9 | 2,7 | 0,7 | 2,5 | 21,1 |
| 1998-99  | Spurs†   | 50    | 50    | 39,3 | ,495 | ,143 | ,690 | 11,4 | 2,4 | 0,9 | 2,5 | 21,7 |
| 1999-00  | Spurs    | 74    | 74    | 38,9 | ,490 | ,091 | ,761 | 12,4 | 3,2 | 0,9 | 2,2 | 23,2 |
| 2000-01  | Spurs    | 82    | 82    | 38,7 | ,499 | ,259 | ,618 | 12,2 | 3,0 | 0,9 | 2,3 | 22,2 |
| 2001-02  | Spurs    | 82    | 82    | 40,6 | ,508 | ,100 | ,799 | 12,7 | 3,7 | 0,7 | 2,5 | 25,5 |
| 2002-03  | Spurs†   | 81    | 81    | 39,3 | ,513 | ,273 | ,710 | 12,9 | 3,9 | 0,7 | 2,9 | 23,3 |
| 2003-04  | Spurs    | 69    | 68    | 36,6 | ,501 | ,167 | ,599 | 12,4 | 3,1 | 0,9 | 2,7 | 22,3 |
| 2004-05  | Spurs†   | 66    | 66    | 33,4 | ,496 | ,333 | ,670 | 11,1 | 2,7 | 0,7 | 2,6 | 20,3 |
| 2005-06  | Spurs    | 80    | 80    | 34,8 | ,484 | ,400 | ,629 | 11,0 | 3,2 | 0,9 | 2,0 | 18,6 |
| 2006-07  | Spurs†   | 80    | 80    | 34,1 | ,546 | ,111 | ,637 | 10,6 | 3,4 | 0,8 | 2,4 | 20,0 |
| 2007-08  | Spurs    | 78    | 78    | 34,0 | ,497 | ,000 | ,730 | 11,3 | 2,8 | 0,7 | 1,9 | 19,3 |
| 2008-09  | Spurs    | 75    | 75    | 33,6 | ,504 | ,000 | ,692 | 10,7 | 3,5 | 0,5 | 1,7 | 19,3 |
| 2009-10  | Spurs    | 78    | 77    | 31,3 | ,519 | ,182 | ,725 | 10,1 | 3,2 | 0,6 | 1,5 | 17,9 |
| 2010-11  | Spurs    | 76    | 76    | 28,3 | ,500 | ,000 | ,716 | 8,9  | 2,7 | 0,7 | 1,9 | 13,4 |
| 2011-12  | Spurs    | 58    | 58    | 28,2 | ,492 | ,000 | ,695 | 9,0  | 2,3 | 0,7 | 1,5 | 15,4 |
| 2012-13  | Spurs    | 69    | 69    | 30,1 | ,502 | ,286 | ,817 | 9,9  | 2,7 | 0,7 | 2,7 | 17,8 |
| 2013-14  | Spurs†   | 74    | 74    | 29,2 | ,490 | ,000 | ,731 | 9,7  | 3,0 | 0,6 | 1,9 | 15,1 |
| 2014-15  | Spurs    | 77    | 77    | 28,9 | ,512 | ,286 | ,740 | 9,1  | 3,0 | 0,8 | 2,0 | 13,9 |
| 2015-16  | Spurs    | 61    | 60    | 25,2 | ,488 | ,000 | ,702 | 7,3  | 2,7 | 0,8 | 1,3 | 8,6  |
| Carreira | Carreira | 1 392 | 1 389 | 34,0 | ,506 | ,179 | ,696 | 10,8 | 3,0 | 0,7 | 2,2 | 19,0 |
| All-Star | All-Star | 14    | 12    | 21,1 | ,549 | ,250 | ,765 | 9,1  | 2,1 | 0,9 | 0,6 | 9,9  |

### Playoffs
|  | MVP de Finais |

| Ano      | Equipe   | PJ  | PT  | MPJ  | AP   | 3P    | LL   | RT   | AS  | BR  | TO  | PPJ  |
| -------- | -------- | --- | --- | ---- | ---- | ----- | ---- | ---- | --- | --- | --- | ---- |
| 1997-98  | Spurs    | 9   | 9   | 41,6 | ,521 | ,000  | ,667 | 9,0  | 1,9 | 0,6 | 2,6 | 20,7 |
| 1998-99  | Spurs†   | 17  | 17  | 43,1 | ,511 | ,000  | ,748 | 11,5 | 2,8 | 0,8 | 2,6 | 23,2 |
| 2000-01  | Spurs    | 13  | 13  | 40,5 | ,488 | 1,000 | ,639 | 14,5 | 3,8 | 1,1 | 2,7 | 24,4 |
| 2001-02  | Spurs    | 9   | 9   | 42,2 | ,453 | ,333  | ,822 | 14,4 | 5,0 | 0,7 | 4,3 | 27,6 |
| 2002-03  | Spurs†   | 24  | 24  | 42,5 | ,529 | ,000  | ,677 | 15,4 | 5,3 | 0,6 | 3,3 | 24,7 |
| 2003-04  | Spurs    | 10  | 10  | 40,5 | ,522 | ,000  | ,632 | 11,3 | 3,2 | 0,8 | 2,0 | 22,1 |
| 2004-05  | Spurs†   | 23  | 23  | 37,8 | ,464 | ,200  | ,717 | 12,4 | 2,7 | 0,3 | 2,3 | 23,6 |
| 2005-06  | Spurs    | 13  | 13  | 37,9 | ,573 | ,000  | ,718 | 10,5 | 3,3 | 0,8 | 1,9 | 25,8 |
| 2006-07  | Spurs†   | 20  | 20  | 36,8 | ,521 | ,000  | ,644 | 11,5 | 3,3 | 0,7 | 3,1 | 22,2 |
| 2007-08  | Spurs    | 17  | 17  | 39,2 | ,449 | ,200  | ,626 | 14,5 | 3,3 | 0,9 | 2,1 | 20,2 |
| 2008-09  | Spurs    | 5   | 5   | 32,8 | ,532 | ,000  | ,607 | 8,0  | 3,2 | 0,6 | 1,2 | 19,8 |
| 2009-10  | Spurs    | 10  | 10  | 37,3 | ,520 | ,500  | ,478 | 9,9  | 2,6 | 0,8 | 1,7 | 19,0 |
| 2010-11  | Spurs    | 6   | 6   | 35,3 | ,478 | ,000  | ,625 | 10,5 | 2,7 | 0,5 | 2,5 | 12,7 |
| 2011-12  | Spurs    | 14  | 14  | 33,1 | ,495 | ,000  | ,707 | 9,4  | 2,8 | 0,7 | 2,1 | 17,4 |
| 2012-13  | Spurs    | 21  | 21  | 35,0 | ,470 | ,000  | ,806 | 10,2 | 1,9 | 0,9 | 1,6 | 18,1 |
| 2013-14  | Spurs†   | 23  | 23  | 32,7 | ,523 | ,000  | ,760 | 9,2  | 2,0 | 0,3 | 1,3 | 16,3 |
| 2014-15  | Spurs    | 7   | 7   | 35,7 | ,589 | ,000  | ,559 | 11,1 | 3,3 | 1,3 | 1,4 | 17,9 |
| 2015-16  | Spurs    | 10  | 10  | 21,8 | ,423 | ,000  | ,714 | 4,8  | 1,4 | 0,2 | 1,3 | 5,9  |
| Carreira | Carreira | 251 | 251 | 37,3 | ,501 | ,143  | ,689 | 11,4 | 3,0 | 0,7 | 2,3 | 20,6 |

## Prêmios e Homenagens
- National Basketball Association:
  - 5x Campeão da NBA: 1999, 2003, 2005, 2007 e 2014
    - 3x NBA Finals Most Valuable Player (MVP das Finais): 1999, 2003 e 2005

  - 2x NBA Most Valuable Player (MVP): 2002 e 2003
  - NBA Rookie of the Year: 1998
  - NBA All-Rookie Team: 1998
  - NBA Teammate of the Year: 2015
  - NBA All-Star Game MVP: 2000
  - 15x NBA All-Star: 1998, 2000, 2001, 2002, 2003, 2004, 2005, 2006, 2007, 2008, 2009, 2010, 2011, 2013 e 2015
  - 15x All-NBA Team:
    - Primeiro Time: 1998, 1999, 2000, 2001, 2002, 2003, 2004, 2005, 2007 e 2013
    - Segundo Time: 2006, 2008, 2009 e 2015
    - Terceiro Time: 2010

  - 15x NBA All-Defensive Team:
    - Primeiro Time: 1999, 2000, 2001, 2002, 2003, 2005, 2007 e 2008
    - Segundo Time: 1998, 2004, 2006, 2009, 2010, 2013 e 2015
- Outras Honrarias:
  - Atleta do Ano da Sports Illustrated: 2003
  - Atleta do Ano da Seleção Americana: 2003
  - ESPY de Melhor Jogador da NBA: 1999 e 2003